# Mitromorpha poppei
Mitromorpha poppei é uma espécie de gastrópode do gênero Mitromorpha, pertencente a família Mitromorphidae.